# Rik van den Boog
Rik van den Boog (Amsterdam, 1 september 1959) was van november 2008 tot en met 1 juni 2011 algemeen directeur van AFC Ajax.

## Voetbalcarrière

### Jeugd en opleiding
Van den Boog doorliep de jeugdopleiding van Ajax en kwam toen in het tweede elftal. Ajax verhuurde hem vanaf 1980 aan SC Amersfoort. Hier speelde hij twee seizoenen. Een enkelblessure en het faillissement van SC Amersfoort betekende het einde van zijn carrière als profvoetballer.

## Maatschappelijke carrière

### Xerox
Van den Boog maakte zijn lerarenopleiding af en ging werken voor Rank Xerox.

### Libertel en Vodafone
In 1999 werd Van den Boog lid van de raad van bestuur van het toenmalige Libertel.
Na de overname van Libertel door Vodafone, werd Van den Boog directeur van het onderdeel 'Vodafone Libertel'. In augustus 2002 verliet hij Vodafone, volgens de directie 'om persoonlijke redenen': "Ik was bestuurslid en had alles te vertellen. Vodafone nam ons over en ik werd eigenlijk weer gewoon directeur". Mogelijk had het vertrek te maken met een NMa-verdenking van kartelafspraken, die vijf telecom-aanbieders maakten in 2001.

### The Entertainment group (TEG)
In 2006 werd hij mede-aandeelhouder van The Entertainment Group (TEG). Voordat hij bij Ajax kon beginnen, moest hij het TEG-onderdeel 'Sports Entertainment Group' (SEG), dat voetballers en trainers vertegenwoordigt, afstoten. Het bedrijf TEG ging in september 2009 failliet.

### Algemeen directeur van Ajax
Bij Ajax werd Van den Boog op 17 november 2008 algemeen directeur. Hij volgde Henri van der Aat op, die als interim bestuurder de zaken waarnam na het vertrek van Maarten Fontein. Zijn aanstelling was de laatste invulling van aanbevelingen uit het rapport-Coronel. Van den Boog kwam begin 2011 onder vuur te liggen nadat hij enkele aanbevelingen van een werkgroep onder leiding van Johan Cruijff gezien zijn verantwoordelijkheid als algemeen directeur niet over wilde nemen. In het tumult dat daarop ontstond, uitte Cruijff meerdere malen directe kritiek op Van den Boog. Op 17 april 2011 maakte Van den Boog bekend dat hij zijn contract bij Ajax opzegde. Op 1 juni van dat jaar verliet hij de club. Hij werd in november van dat jaar opgevolgd door Martin Sturkenboom, die ad interim de functie zou vervullen tot Louis van Gaal het van hem over zou nemen.